# Bolborhachium hollowayi
Bolborhachium hollowayi är en skalbaggsart som beskrevs av Henry Fuller Howden 1985. Bolborhachium hollowayi ingår i släktet Bolborhachium och familjen Bolboceratidae. Inga underarter finns listade.